# Fossé rhénan

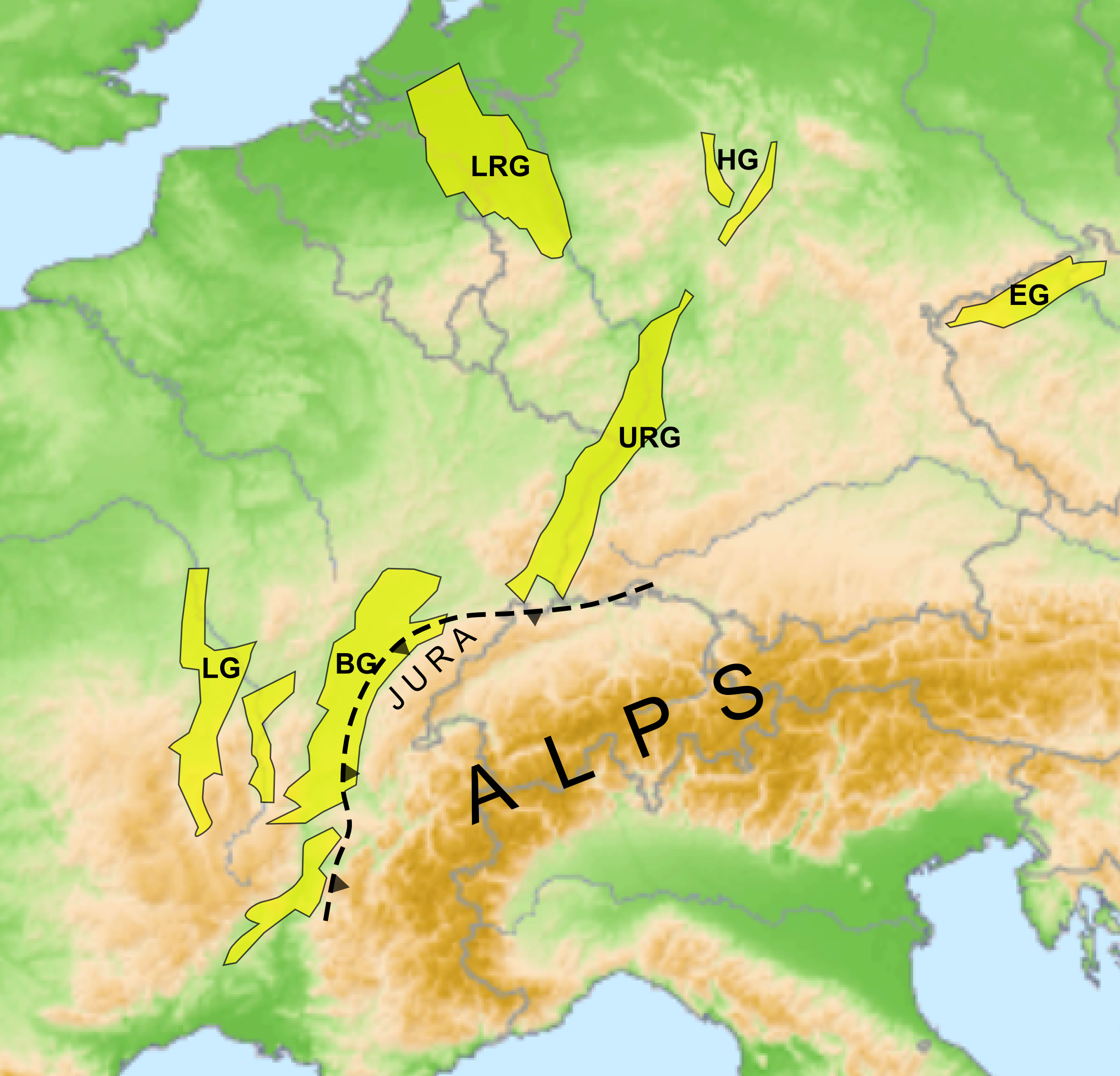
Carte montrant les principaux grabens du rift ouest-européen : LG=Graben de Limagne, BG=Graben de Bresse, URG=Upper Rhine Graben ou fossé rhénan, LRG=Lower Rhine Graben, HG=Hessian Grabens & EG=Eger Graben.

Le fossé rhénan ou graben du Rhin (ou rift rhénan) est une dépression d'orientation nord-nord-est/sud-sud-ouest qui s'étend de Bâle (Suisse) à Francfort-sur-le-Main (Allemagne), sur une longueur de plus de 300 km et une largeur maximale de 40 km. Il appartient au système de grabens du rift ouest-européen, rapporté à l'Oligocène, et délimité par la Forêt-Noire et l'Odenwald à l'est, les Vosges et la Forêt palatine à l'ouest, le massif du Jura au sud, et le Taunus au nord. Il est traversé dans le sens de la longueur par le Rhin (Rhin supérieur), du sud vers le nord.
La plaine d'Alsace se trouve dans la partie sud-ouest du fossé rhénan. L'autoroute allemande A5 traverse le fossé rhénan entier de Francfort via Darmstadt, Mannheim, Karlsruhe, Baden-Baden, Offenbourg, Fribourg jusqu'à Bâle.
Des bassins houillers et un bassin potassique s'y sont formés sous la pression des sédiments de type fluvio-lacustre.

## Formation géologique

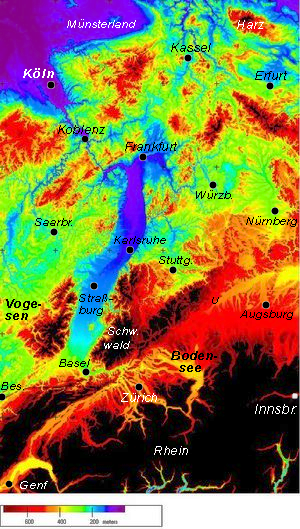
Le fossé rhénan (en bleu) entre Bâle et Francfort entre les massifs.

Le fossé rhénan forme un graben, au milieu d'un rift, dû à une extension est-ouest de la croûte terrestre et de la lithosphère, durant l'Oligocène et le Miocène. Il serait donc une conséquence indirecte de la collision entre l'Eurasie et l'Afrique. Il fait partie d'un système de rift qui court de la Limagne jusqu'au rift d'Oslo terminé par le lac Mjøsa, en passant par la vallée du Rhin. Sa création s'est produite en deux phases à partir de - 35 Ma.
D'après des mesures géophysiques récentes, la cassure n'atteint pas la croûte terrestre inférieure, de sorte qu'aucun processus d'océanisation n'est en cours.
Des laves affleurent aux environs de Ribeauvillé et de Riquewihr, mais aussi à Gundershoffen. Elles restent sans commune mesure avec le Kaiserstuhl.

### Comparatif Vosges/Forêt-Noire

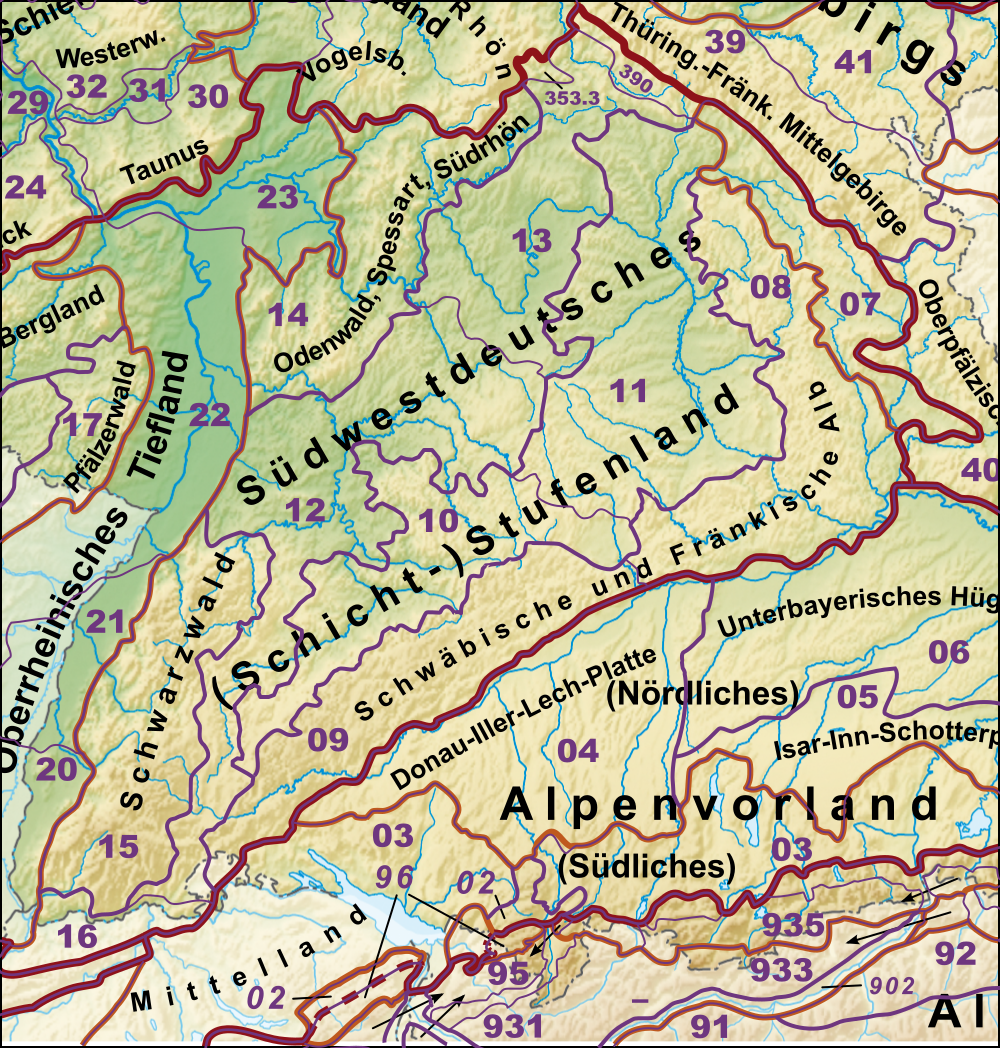
Régions naturelles en Allemagne du sud-ouest.

Selon Dieter Günther (de), malgré beaucoup de points communs, et une histoire géologique dans l'ensemble assez commune, les Vosges ne sont toutefois pas le reflet exact de la Forêt-Noire :
- dans les Vosges Centrales prédomine le granite ;
- la zone Lalaye-Lubine dans les Vosges est plus marquée que la zone équivalente de Baden-Baden (en Forêt-Noire). C'est la limite entre le Moldanubien au Sud et le Saxothuringien au Nord[4] ;
- il n'existe pas, dans les Vosges du Sud, de complexe gneisso-granitique semblable à celui rencontré dans le Sud de la Forêt-Noire.

### Ressources
Le fossé rhénan remblayé recèle au sud dans la plaine entre Cernay et Mulhouse de la potasse et au nord des roches pétrolifères à Pechelbronn, résultat de transgressions et/ou de régressions marines. Il possédait aussi des ressources en diverses sortes d'argile, de gypse, de grès mais aussi l'eau des nappes phréatiques.
Le fossé rhénan abrite la plus grande nappe phréatique d'Europe.

## Paysage

Paysage du fossé rhénan à Ehrenkirchen, au pied de la Forêt-Noire.

## Pour approfondir